# Breuil-Cervinia

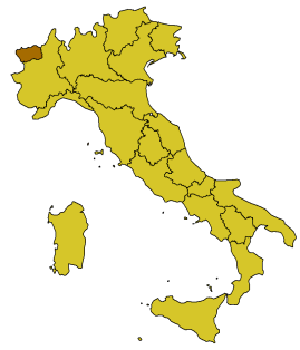
Region Aosta v Itálii

Cervinia-Breuil je alpské lyžařské středisko v údolí Valle d'Aosta v severozápadní Itálii.

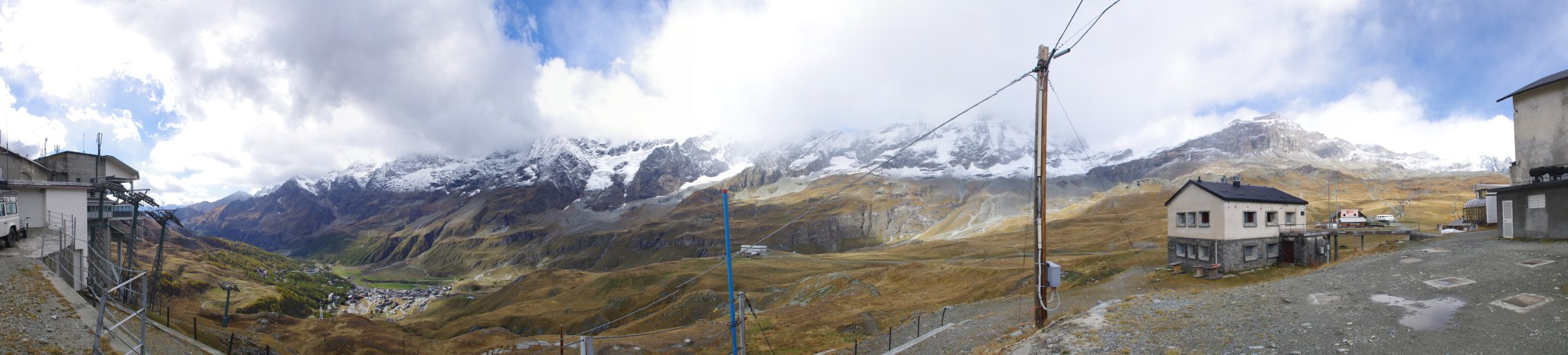
Celkový pohled odleva Cervinio, údolí pod Matterhornem a Matterhorn v mlze uprostřed. Foceno z Plan Mason ve výšce 2545 m n. m.

Cervinia leží v nadmořské výšce 2006 m na úpatí hory Matterhorn (Monte Cervino) v širokém údolí orámovaném nejvyššími alpskými vrcholy, které jsou pokryty ledovcem. Lyžarské středisko v Cervinii je spojeno se švýcarským lyžarským střediskem Zermatt. Nejdelší sjezdovka v oblasti má délku celých 22 km a vede z Malého Matterhornu ve Švýcarsku až do italského Valtournenche.
Lyžarské středisko má celkem 56 sjezdovek o celkové délce 200 km.